# Дамаянти
Дамаянти (санскр. दमयंती, «укротительница», «победительница») — героиня индуистской мифологии, жена царя Налы. Один из главных персонажей «Сказания о Нале», входящего в состав «Махабхараты» (кн. 3-я, «Араньякапарва», гл. 50-79).

## Биография
Согласно «Махабхарате», Дамаянти была дочерью Бхимы — правителя царства Видарбха, который помимо неё имел троих сыновей: Даму, Данту и Дамана. Молодые люди отличались большой физической силой,
а Дамаянти красою, стройностью, блеском, счастьем, // Нежностью во (всех) народах стяжала славу.
Мужем Дамаянти был Нала — легендарный царь Нишадхи, сын Вирасены. Дамаянти избрала себе Налу в мужья во время сваямвары, отдав ему предпочтение перед другими кандидатами на свою руку, среди которых были даже боги. Боги даровали свои благословения молодожёнам, но завистливый демон Кали поклялся во что бы то ни стало совратить Налу с пути дхармы и разлучить его со своей прекрасной женой. В конце концов это ему удалось: Нала вступил в игру в кости со своим братом Пушкарой, проиграв ему свои богатства и царство. После этого Нала и Дамаянти поселились в лесу, где вскоре вынуждены были расстаться. Нала прошёл через многочисленные трудности, но несмотря на это не сошёл с пути благочестия. В конце концов он смог преодолеть влияние Кали и выиграть назад своё царство у Пушкары. После этого Нала и Дамаянти вновь оказались вместе и провели остаток своей жизни в счастье и благополучии.

## Образ Дамаянти в буддийской традиции
- Как установил академик Б. Л. Смирнов, в буддийской традиции Дамаянти стала рассматриваться как одно из воплощений Будды.

## Галерея

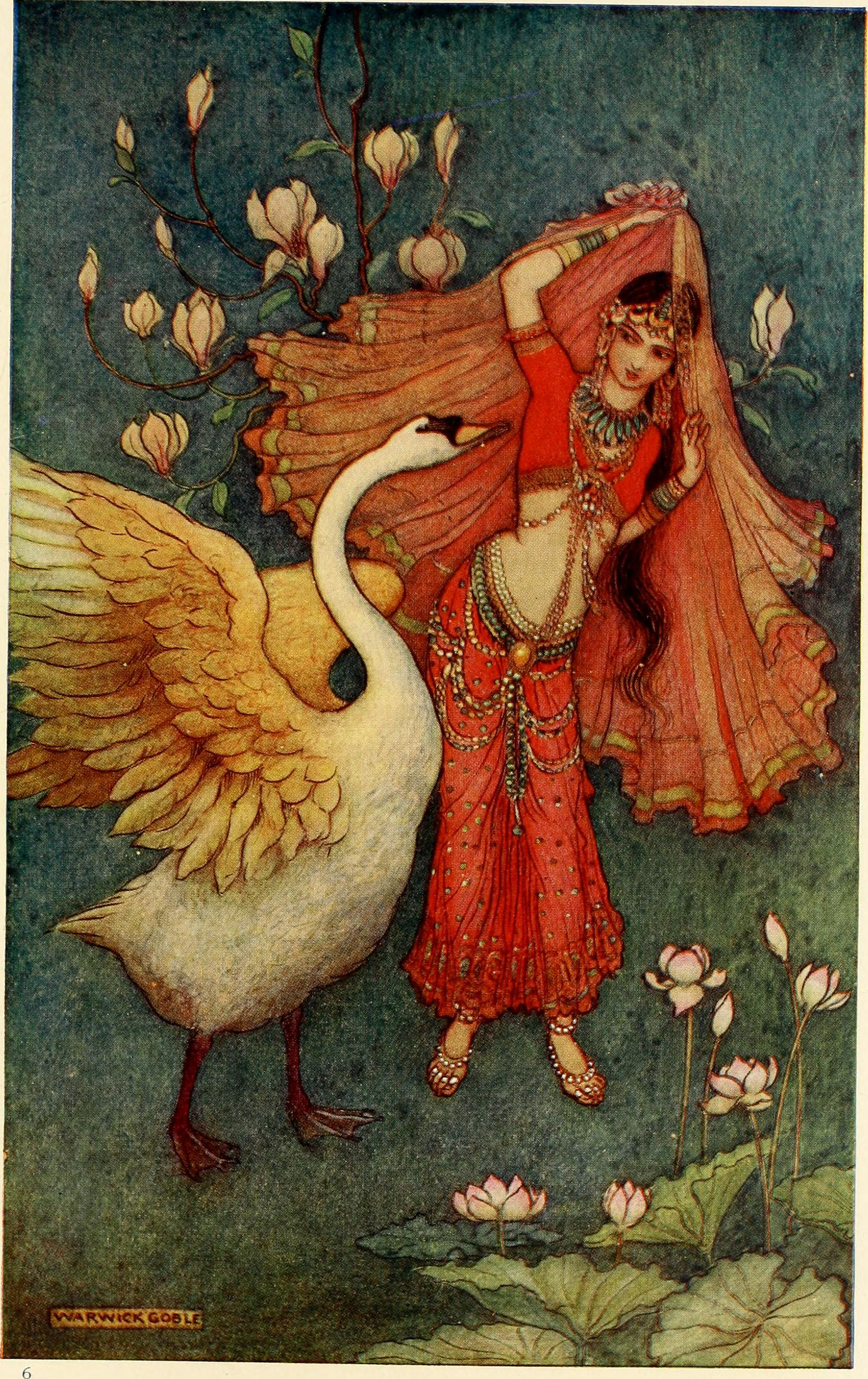
Дамаянти и лебедь, иллюстрация Уорика Гобла[англ.] из книги «Индийские мифы и легенды»
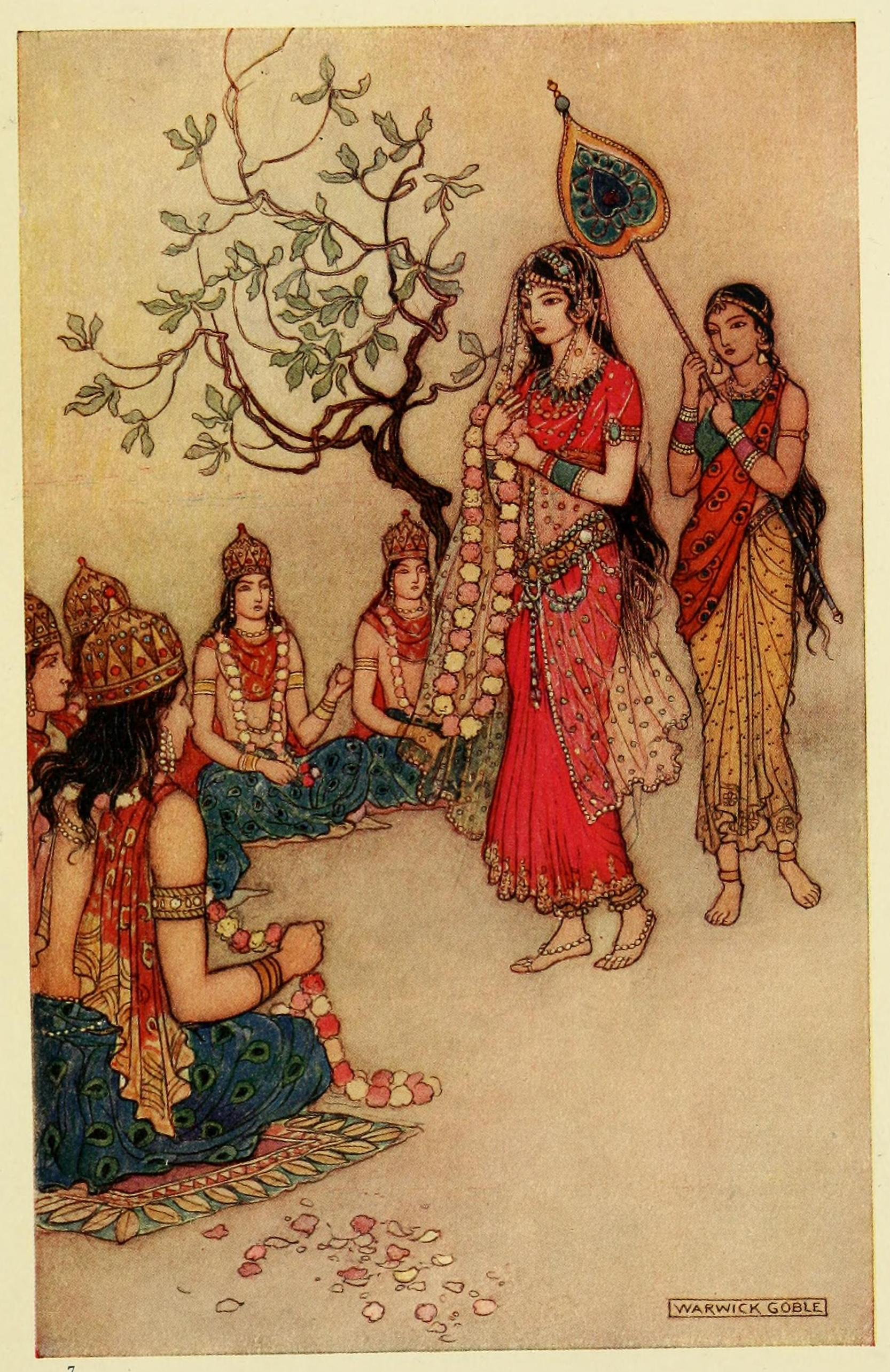
Дамаянти выбирает мужа, иллюстрация Уорика Гобла[англ.]
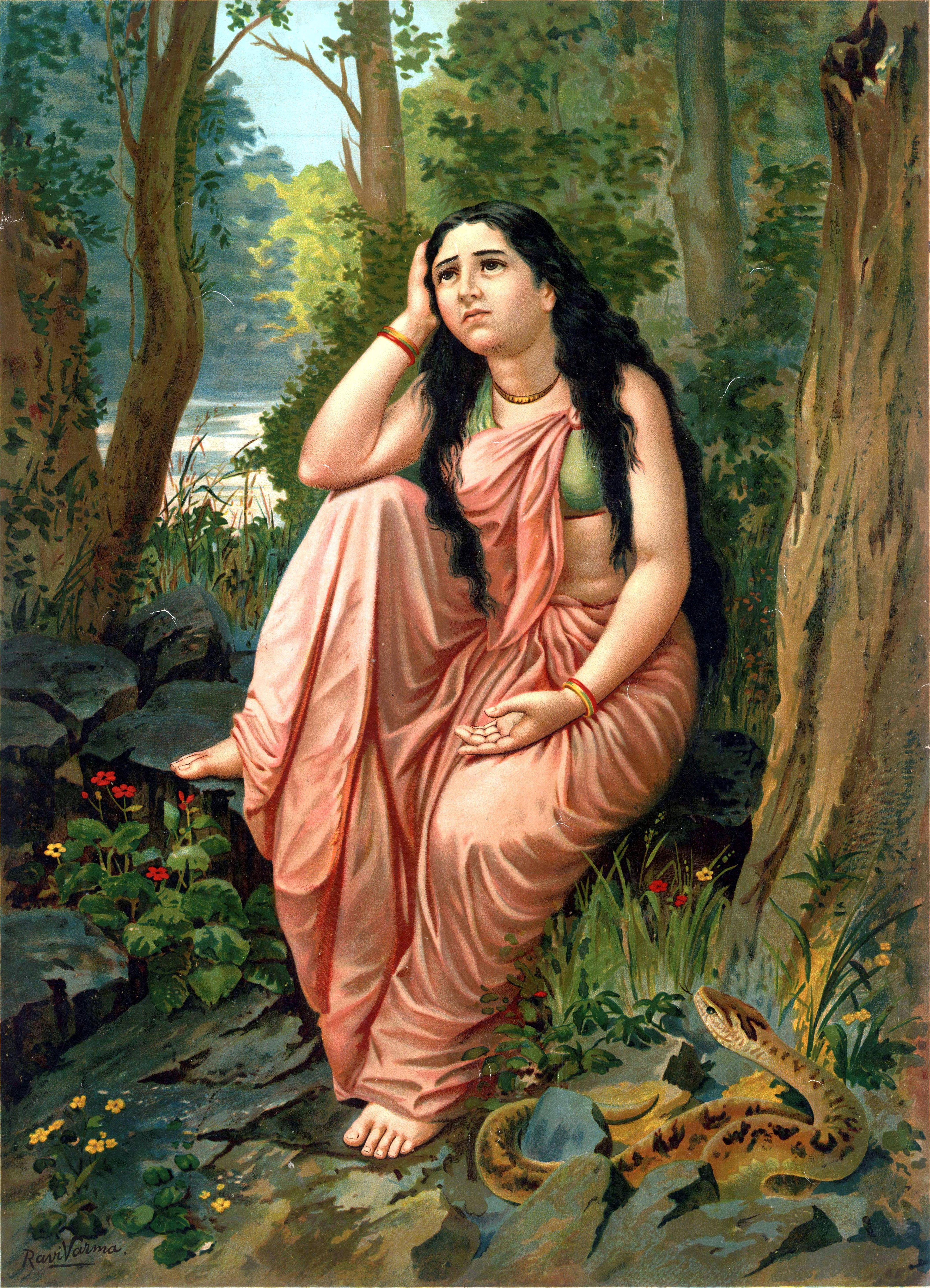
Дамаянти, оставленная Налой в лесу в одиночестве, картина Рави Вармы
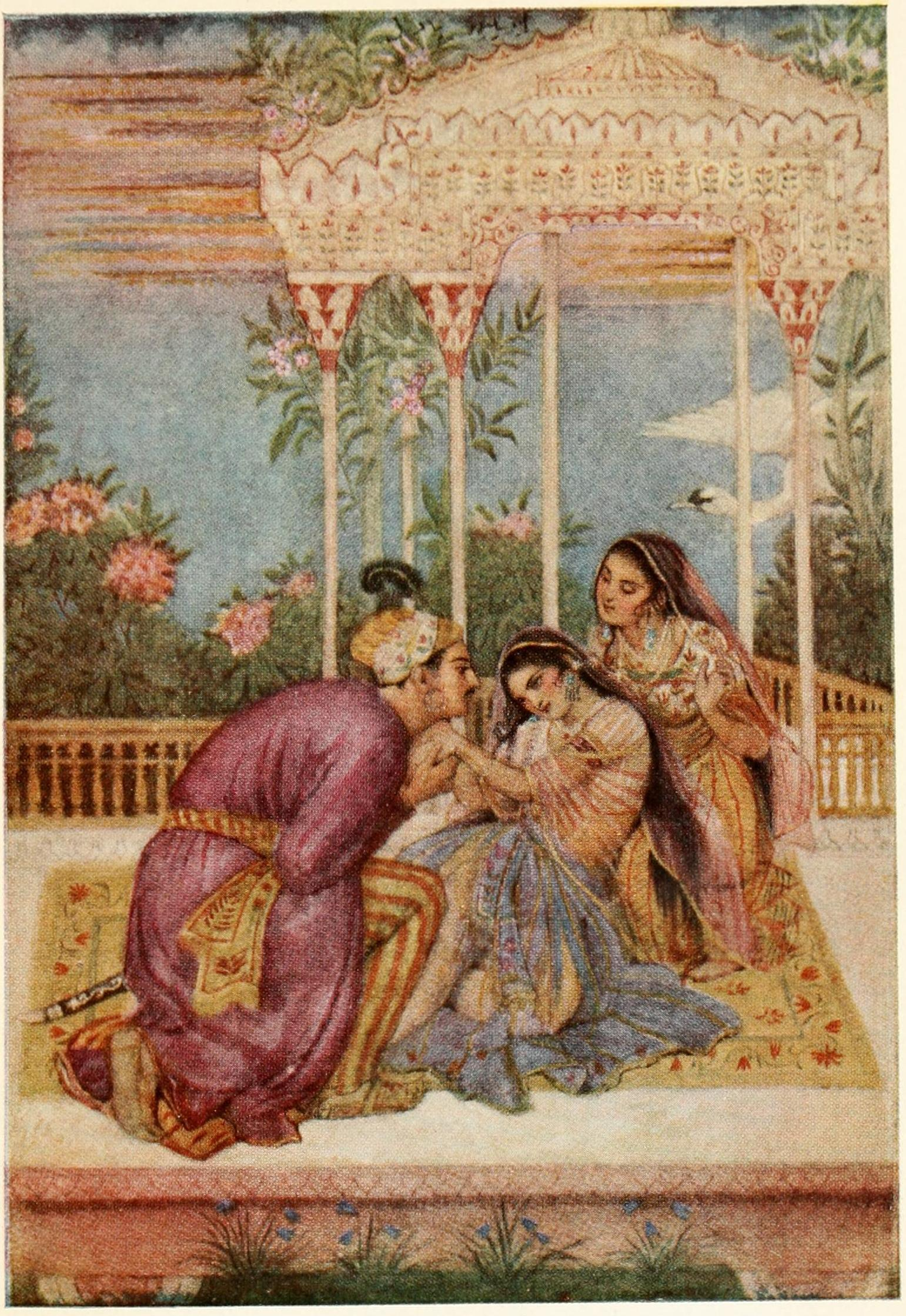
Работа Ивлин Пол[англ.], 1912